# Escaryus alatavicus
Escaryus alatavicus är en mångfotingart som beskrevs av Titova 1972. Escaryus alatavicus ingår i släktet Escaryus och familjen småjordkrypare.
Artens utbredningsområde är Kazakstan. Inga underarter finns listade i Catalogue of Life.